# Karl-Erik Kejne
Karl-Erik Kejne, född 20 maj 1913 i Grava församling i Värmlands län, död 26 december 1960 i Oscars församling i Stockholm, var en svensk präst.

## Biografi
Kejne avlade studentexamen i Karlstad 1932 och teologie kandidat 1939. Efter prästvigningen samma år var han pastorsadjunkt i Engelbrekts församling i Stockholm 1939–1943. Han var verksam som föreståndare (pastor) för Stockholms stadsmission från 1939 och predikant vid Långholmens centralfängelse från 1940. Han hade kortare förordnanden i Storkyrkoförsamlingen i Stockholm 1943–1944. Kejne var sekreterare i Stockholms stifts KHG samt redaktör för dess tidning från 1940. Han var också kassör i Sällskapet för Pastoralpsykologi. Han titulerade sig senare komminister.
Efter honom har Kejneaffären fått sitt namn. Affären var den första av de så kallade rättsröteaffärerna på 1950-talet. 

### Familj
Han var 1944–1953 gift med kurator Kerstin Lindén. Han är begravd på Norra begravningsplatsen i Solna kommun tillsammans med sina föräldrar.